# Zenodorus metallescens
Zenodorus metallescens är en spindelart som först beskrevs av Koch L. 1879.  Zenodorus metallescens ingår i släktet Zenodorus och familjen hoppspindlar. Inga underarter finns listade i Catalogue of Life.